# Luisia psyche
Luisia psyche es una especie de orquídea.

## Descripción
Es una planta de pequeño a mediano tamaño, que prefiere el clima cálido, de hábitos epifitas con un tallo alargado corpulento que lleva hojas cilíndricas, basalmente juntas. Florece desde la primavera hasta el otoño en una corta inflorescencia con las flores con olor fétido que surgen cerca de la axila de la hoja.

## Distribución y hábitat
Se encuentra en el Himalaya oriental, Laos, Tailandia y Birmania en bosques primarios, bosques de hoja ancha, nebliselvas imperecederas en piedra caliza cárstica en elevaciones de 400 a 1500 metros. 

## Taxonomía
Luisia brachystachys fue descrita por Heinrich Gustav Reichenbach y publicado en Botanische Zeitung (Berlin) 21: 98. 1863.
Sinonimia
- Cymbidium scarabiiforme E.C.Parish ex Rchb.f.
- Luisia laosensis Guillaumin[3][4]